# Eriopyga lilacea
Eriopyga lilacea là một loài bướm đêm trong họ Noctuidae.